# Bulbophyllum fischeri
Bulbophyllum fischeri là một loài phong lan thuộc chi Bulbophyllum.